# Gerard Beukema
Gerard Beukema (Noordbroek, 30 oktober 1952) is een Nederlands bestuurder en PvdA-politicus. Hij was waarnemend burgemeester van Eemsdelta (2021-2022) en Delfzijl (2015-2020), secretaris-directeur van het Interprovinciaal Overleg (2000-2015) en de Regio Randstad (1999) en lid van de Gedeputeerde Staten van Groningen (1982-1998). 

## Biografie
Beukema is geboren in Noordbroek in een gezin met drie kinderen waarvan hij de oudste is. Zijn vader was onderwijzer en hij heeft ook nog bij hem in de klas gezeten. Na de lagere school in Noordbroek ging hij naar het Aletta Jacobs Lyceum in Sappemeer en behaalde daar zijn HBS-plus diploma. Vanaf 1971 ging hij sociologie studeren aan de Rijksuniversiteit Groningen. In datzelfde jaar ging hij ook werken als redacteur voor een van de bijbladen van de Winschoter Courant. In 1972 werd hij politiek actief voor de PvdA en drie jaar later werd hij voorzitter van het gewest Groningen.
Beukema kwam in 1982 als vierde op de kandidatenlijst te staan van de PvdA voor de Provinciale Statenverkiezingen van 1982 en werd verkozen tot gedeputeerde van Groningen. Beukema heeft vanwege al deze nevenactiviteiten lang over zijn studie gedaan en had als gevolg dat hij zijn opdrachten en afstudeeropdracht moest doen tijdens zijn vakanties. Hij studeerde uiteindelijk af in de politicologie. Als gedeputeerde van Groningen was hij een van de initiatiefnemers van Blauwestad. Hij heeft bijna alle portefeuilles bekleed en op het eind was hij loco-commissaris van de Koning.
Beukema was secretaris-directeur van de Regio Randstad van 1 januari 1999 tot 1 januari 2000 en van het Interprovinciaal Overleg van 1 januari 2000 tot 1 oktober 2015. Hij werd met ingang van 1 oktober 2015 benoemd tot waarnemend burgemeester van Delfzijl, als opvolger van burgemeester Emme Groot. Met ingang van 1 januari 2021 werd hij benoemd tot waarnemend burgemeester van Eemsdelta. Deze gemeente ontstond op 1 januari 2021 uit de gemeenten Appingedam, Delfzijl en Loppersum. Op 14 januari 2022 nam hij tijdens een buitengewone raadsvergadering afscheid van Eemsdelta en ontving hij de eerste zilveren erepenning van deze gemeente. Op 15 januari van dat jaar werd Ben Visser burgemeester van Eemsdelta. Sinds 1 januari 2022 is Beukema voorzitter van DelfSail.
Beukema heeft de eerste twintig jaar van zijn leven in Noordbroek gewoond en vervolgens woonde hij twintig jaar in Winschoten. In 2000 is hij in Saaksum komen wonen bij zijn partner en twee jaar later zijn ze getrouwd. Hij heeft twee kinderen, een tweeling, uit een eerdere relatie.